# Eupithecia abbreviata
Eupithecia abbreviata o polilla del roble, es una especie de insectos lepidópteros, más concretamente de polillas, perteneciente a la familia de geométridos. La especie fue descrita por James Francis Stephens, habiendo sido descrita en 1831. E. abbreviata está muy extendida en Europa y suele ser numerosa en cada uno de sus hábitats y es clasificada como "no en peligro" en la Lista Roja de Especies en Peligro.

## Descripción

### Mariposa
El insecto tiene una envergadura es de 19 a 22 mm. La longitud de las alas anteriores es de 10 a 12 mm. El ala anterior es alargada, el ala trasera es pequeña, con el margen distal casi recto desde cerca del ápice hasta detrás de la mitad. 
Todas las alas son predominantemente de color marrón grisáceo a marrón arcilla, destacando un veteado marrón ligeramente oscuro. El ala anterior tiene un claro tinte ocre y hay fuertes rayas venosas oscuras proximales a la línea posmediana, las de las venas medianas están especialmente bien desarrolladas. La región discal es de color marrón más claro y contiene una pequeña mancha discoide negra alargada. Las venas son parcialmente negras, la línea ondulada es confusa. Las alas traseras están aligeradas en la región basal. Con este patrón, apenas son reconocibles cuando se posan sobre troncos de roble (Quercus)  por lo que están excelentemente protegidos de sus depredadores tradicionales.
Ciliación antenal no suele ser muy larga. Los adultos vuelan en abril y mayo. Su hábitat son los bosques de robles, bosques mixtos de robles, alamedas de robles y otras zonas verdes. En los Alpes del Sur alcanza una altura de vuelo de 1.100 metros. Las larvass se alimentan de roble y espino.
La especie Eupithecia dodoneata tiene una apariencia similar pero de tono más gris y las marcas están claramente resaltadas. Por lo general, una determinación segura sólo es posible mediante un examen morfológico genital.

### Oruga
Las orugas adultas son lisas y delgadas. Son de color gris claro a gris amarillento y muestran en el dorso grandes manchas de color marrón oscuro, parecidas a diamantes. Las franjas laterales fuertemente dentadas también son de color marrón oscuro.

## Distribución
La distribución de la especie se extiende por Europa central, incluidas las islas británicas, y más al este, hasta los países bálticos, Armenia, África del Norte y la Cordillera del Cáucaso. También se ha detectado en Turquía. Es una especie común en Países Bajos y Bélgica, que se puede ver repartida por toda la zona.

## Estilo de vida
La principal época de vuelo de las mariposas crepusculares y nocturnas suele ser en los meses de abril y mayo. La mariposa tiene una generación que vuela desde mediados de marzo hasta mediados de julio. Prefieren volar hacia fuentes de luz artificial. Para alimentarse, visitan cebo y sauces en flor (Salix). Las orugas viven en mayo y junio y se alimentan de flores y hojas de diversas especies de robles (Quercus). Las orugas y las mariposas prefieren quedarse en las copas de los árboles. La especie pasa el invierno en estado de pupa. 